# Brooklyn Bridge to Chorus
"Brooklyn Bridge to Chorus" é uma canção da banda estadunidense de rock The Strokes. A canção foi lançada oficialmente no dia 6 de abril de 2020, quatro dias antes do lançamento do álbum. É o terceiro single do sexto álbum de estúdio do grupo, The New Abnormal.

## Créditos
Adaptado do canal oficial do The Strokes no YouTube
Integrantes
- Julian Casablancas – Voz
- Albert Hammond, Jr. – Guitarra solo/base
- Nick Valensi – Guitarra base/solo
- Nikolai Fraiture – Baixo
- Fabrizio Moretti – Bateria

Gravação e Mixagem
- Rick Rubin – Produtor
- Pete Min – Segundo engenheiro de som
- Rob Bisel – Assistente de som
- Dylan Neustadter – Assistente de som
- Kevin Smith – Assistente de som
- Jason Lader – Engenheiro de som e Mixagem
- Stephen Marcussen – Masterização
- Stewart Whitmore – Masterização

## Charts
| Chart (2020)                                            | Posição |
| ------------------------------------------------------- | ------- |
| Bélgica (Ultratip Bubbling Under de Flandres)           | 17      |
| Nova Zelândia (RMNZ Hot Singles)                        | 24      |
| Estados Unidos (Billboard Hot Rock & Alternative Songs) | 7       |